# Pac-Mania
Pac-Mania è un videogioco arcade della saga di Pac-Man, pubblicato dalla Namco nel 1987 e in Nordamerica prodotto in licenza dalla Atari. Dopo il totale cambio di genere avuto con il precedente Pac-Land, Pac-Mania torna alla formula del labirinto con palline da raccogliere tipica dei primi titoli, ma stavolta introducendo la visuale isometrica e la possibilità di saltare. Venne convertito per molti home computer e console tra il 1988 e il 1991, generalmente con un buon successo di critica, oltre ad apparire più recentemente in diverse raccolte come Namco Museum. Fu l'ultimo titolo della serie arcade classica, seguito da Pac-Man VR nel 1996 e Pac-Man Battle Royale nel 2010, oltre che da molti titoli per piattaforme casalinghe.

## Modalità di gioco
Come nei primi titoli della saga, il giocatore muove il personaggio sferico di Pac-Man in un labirinto di percorsi orizzontali e verticali e deve raccogliere numerose palline sparse per tutto lo schema, evitando il contatto con i fantasmi. In Pac-Mania viene introdotta la visuale 3D isometrica a scorrimento multidirezionale, sebbene il labirinto rimanga bidimensionale, ma questa è solo una delle numerose novità del titolo. Pac-Man può ora saltare e deviare i salti a mezz'aria, evitando così i fantasmi, ma non scavalcare le pareti del labirinto.
Ai quattro fantasmi del primo Pac-Man ne vengono aggiunti nuovi tipi che compaiono progredendo nei livelli. Il fantasma verde (Funky) e quello grigio (Spunky) possono saltare a loro volta; Funky non salta tanto in alto quanto Pac-Man, mentre Spunky non si può evitare con il salto. Un terzo fantasma (viola, chiamato Sue) ha la caratteristica di inseguire il giocatore lungo il percorso.
Le forme e ambientazioni del labirinto variano a ogni livello e si può scegliere di iniziare la partita dalle ambientazioni più avanzate, tranne l'ultima:
- Block town. Primo livello, le mura del labirinto sono formate da mattoncini come i LEGO blu, bianchi e rossi (colori della versione arcade).
- Pacman's park. Secondo e terzo livello, ricordano il labirinto dell'originale Pac-man, in versione 3D.
- Sandbox land. Quarto e quinto livello, le mura del labirinto prendono la forma di piccole piramidi affiancate.
- Jungly steps. Sesto e settimo livello, dove i muri sono assenti e i personaggi si muovono su piattaforme metalliche sospese sul vuoto (non è comunque possibile cadere o saltare sopra i buchi).

Tra un'ambientazione e l'altra sono presenti scenette animate, di solito anche nelle conversioni. Nella versione SEGA Master System è presente il livello segreto Coin World, con le pareti formate da monete.
Insieme alle tradizionali palline che permettono temporaneamente di mangiare i fantasmi e alla frutta che concede punti bonus, possono comparire nuovi power-up, annunciati da un effetto sonoro: quelli rossi raddoppiano i successivi punteggi, quelli verdi rendono Pac-man più veloce. Questi effetti durano finché finisce il livello o si perde una vita, inoltre la velocità termina se si prende un altro power-up.